# MARS (B'zのアルバム)
『MARS』（マーズ）は、日本の音楽ユニット・B'zが1991年5月29日にBMGビクターからリリースした3作目のミニ・アルバム。このアルバムは、後にBMGルームス（現:VERMILLION RECORDS）の設立に伴い、発売権がBMGルームスに移行している。

## 概要
本作のテーマは「踊れるハードロック」。これはメンバーが映像作品『FILM RISKY』の撮影でニューヨークへ行った時に寄った、当時流行りのクラブ「MARS」で流れていたハードなサウンドに刺激されたのがきっかけ。
1991年のツアー『B'z LIVE-GYM "Pleasure '91"』を行っている間に発売された。
4thアルバム『RISKY』に引き続き、ミックスにジェイソン・コーサロを起用している。
CDのレーベル面は、BMGビクターとBMGルームスから発売されたものは黒を基調とした塗装、後にRooms RECORDSから発売されたものは赤を基調とした塗装となっている。
173万枚以上の売り上げを記録し、B'zのミニ・アルバムとしては最も高いセールスを誇る。

## 収録曲
| 全作詞: 稲葉浩志、全作曲: 松本孝弘、全編曲: 松本孝弘・明石昌夫。 |                                                   |          |            |      |
| #                                                                | タイトル                                          | 作詞     | 作曲・編曲 | 時間 |
| 1.                                                               | 「孤独のRunaway」                                 | 稲葉浩志 | 松本孝弘   | 5:01 |
| 2.                                                               | 「Mars」                                          | 稲葉浩志 | 松本孝弘   | 1:24 |
| 3.                                                               | 「Loving All Night 〜Octopus Style〜」            | 稲葉浩志 | 松本孝弘   | 5:50 |
| 4.                                                               | 「Love & Chain 〜Godzilla Style〜」               | 稲葉浩志 | 松本孝弘   | 5:45 |
| 5.                                                               | 「LADY NAVIGATION 〜Cookie & Car Stereo Style〜」 | 稲葉浩志 | 松本孝弘   | 5:12 |
| 合計時間:                                                        | 合計時間:                                         | 23:12    |            |      |

## 楽曲解説
1. 孤独のRunaway
  - 松本が安宅美春に提供したインストゥルメンタルのセルフカバー。
  - 原曲からは打ち込みを減らしたアレンジが施されており、ギターリフにも一部変更が加えられている。
  - 歌詞は新たに作られたもので、稲葉は先にリリースされたインストゥルメンタルのイメージがあったため作詞し辛かったという。ただし、イントロの歌詞とサビの一部の歌詞は安宅のオリジナル版から存在しており、そちらでは稲葉がコーラスとして歌っていた[4]。
  - マスト・アルバム『B'z The "Mixture"』には、再録バージョンが収録された。
2. Mars
  - 全編稲葉の語りという、B'zでは異色の楽曲。
  - 歌詞カードには言葉が全て平仮名で記載され、文字が四角く収められている。
3. Loving All Night 〜Octopus Style〜
  - 2ndアルバム『OFF THE LOCK』収録曲「LOVING ALL NIGHT」の全英詞アレンジバージョン。
  - 間奏には加藤友彦によるブルースハープと稲葉の性行為を想像させるような喘ぎ声が入る。
  - 最後のサビは原曲の日本語の歌詞で歌っている。
4. Love & Chain 〜Godzilla Style〜
  - 3rdシングル『LADY-GO-ROUND』の2nd beat「LOVE & CHAIN」の全英詞アレンジバージョン。
  - コーラスに大黒摩季が参加している。
  - リメイク曲の中では最も大幅にアレンジが加えられている。
  - 間奏では原曲の日本語の語りが入る。
  - 曲終了後の英語の語りは藤田理麻によるもので、そのまま次の曲に繋がる。
5. LADY NAVIGATION 〜Cookie & Car Stereo Style〜
  - 8thシングル「LADY NAVIGATION」の全英詞アレンジバージョン。
  - 他のリメイク曲に比べると原曲からのアレンジの変化は少ないが、ギターとドラムが目立つようになり、ロック色が強くなっている[5]。

## 参加ミュージシャン
- 松本孝弘:ギター、全曲作曲・編曲
- 稲葉浩志:ボーカル、全曲作詞
- 明石昌夫:マニピュレーター、全曲編曲
- 青山純:ドラム（#1.3.4）
- 田中一光:ドラム（#5）
- 加藤友彦：ブルースハープ（#3）
- 大黒摩季：コーラス（#4）
- 藤田理麻：ボイス（#4）

## ライブ映像作品
孤独のRunaway
- JUST ANOTHER LIFE
- B'z LIVE-GYM Pleasure 2008 -GLORY DAYS-
- B'z LIVE-GYM 2017-2018 “LIVE DINOSAUR”

Loving All Night 〜Octopus Style〜
- JUST ANOTHER LIFE